# Heteropogon palestinensis
Heteropogon palestinensis är en tvåvingeart som beskrevs av Theodor 1980. Heteropogon palestinensis ingår i släktet Heteropogon och familjen rovflugor.
Artens utbredningsområde är Israel. Inga underarter finns listade i Catalogue of Life.